# Michael Beck
Michael Beck (Memphis, 4 februari 1949) is een Amerikaanse acteur.
Beck is het meest bekend van zijn rol als Sonny Malone in Xanadu uit 1980, als Swan in de actiefilm The Warriors uit 1979 en als Dallas in Megaforce uit 1982. Voor zijn rol in Megaforce werd hij genomineerd voor een Razzie voor Slechtste Mannelijke Bijrol. In de jaren 80 had Beck nog diverse rolletjes in films en televisieseries, waaronder in de film Warlords of the 21st Century, en in de korte serie Houston Knights. Becks recentere rollen waren in de televisieseries JAG en Walker Texas Ranger.
Naast acteren heeft Beck ook een aantal audioboeken van boeken van John Grisham ingesproken. Hij sprak ook audioboeken als Confederates in the Attic van Tony Horwitz, A Darkness More Than Light van Michael Connelly, State of the Union van David Callahan en een versie van My Life van Bill Clinton in. Voor het computerspel van The Warriors leende Beck ook zijn stem.
Beck woont met zijn vrouw en kinderen in Californië.